# Ignasi Fina i Sanglas
Ignasi Fina i Sanglas (Barcelona, 1944 – 2007) fou un metge i polític català especialitzat en medicina laboral i salut pública. Va ser regidor de l'Ajuntament de Barcelona.

## Biografia[1]
Neix el 6 d'abril del 1944 al domicili familiar de la Plaça d'Urquinaona de Barcelona, al si d'una família burgesa conservadora d'origen empordanès i vigatà, que regentava un despatx de marques i patents. El pare era l'enginyer i agent de la propietat industrial Xavier Fina. Era el novè d'onze germans. Un dels seus germans fou el destacat advocat laboralista Albert Fina i Sanglas.
Va estudiar en els jesuïtes fins al segon de batxillerat i després va passar a l'escola Costa Llobera, a la Rambla de Catalunya de Barcelona. Va començar la carrera de medicina en la Facultat de la Universitat de Barcelona, a l'Hospital Clínic. Sent estudiant, es va casar amb una estudiant futura pediatra i va tenir dues filles. Amb la seva segona companya va tenir un fill. Es llicenciarà el 1973 i obtindrà el doctorat el 1975 en l'especialitat de Medicina Laboral i Salut Pública.

## Trajectòria política[2]durant el franquisme
Va ingressar en el Partit Socialista Unificat de Catalunya el 1962 durant la seva etapa universitària. Va ser membre de la cèl·lula en la Facultat de Medicina on va a tenir diverses responsabilitats entre d'elles la de responsable en Propaganda i Cultura. Farà treball polític en el procés previ a la constitució del Sindicat Democràtic d'Estudiants de la Universitat de Barcelona, el març de 1966 serà present a “La Caputxinada” l'assemblea de constitució del SDEUB als locals dels Caputxins de Sarrià.
Compaginava aquest treball polític amb el treball al despatx laboralista del seu germà Albert Fina i Sanglas i de Montserrat Avilés i Vila, a la delegació de Mataró i després de Cornellà de Llobregat. Serà allà on aprendrà molt del que serà la seva especialitat professional: la Medicina del Treball i la Salut Pública. Descobrirà que un dels aspectes poc coneguts del despatx laboralista Fina-Avilés era la preocupació per la salut dels treballadors. Ignasi adquirirà una notable experiència, perquè a les fàbriques del Baix Llobregat hi havia notables problemes de salut: sordera professional dels metal·lúrgics, la silicosi de Roca, Elsa i Uralita, els riscos psicològics, la hipertensió entre els controladors aeris del Prat de Llobregat, etc.
Contribuirà com a militant del PSUC a enfortir les estructures internes del partit i de Comissions Obreres, i les externes en l'àmbit de la sanitat i la salut pública. Viurà de primera mà les vagues del Baix Llobregat, i la persecució del l'aparell repressiu (assalt de la BPS al despatx laboralista Fina-Avilés l'any 1971). Participarà en les campanyes i en les accions per la recuperació de les llibertats democràtiques i nacionals durant la Transició democràtica espanyola (Assemblea de Catalunya…), les vagues del Baix Llobregat, etc.
Ja en la democràcia viurà el procés d'autodestrucció en què entrarà el PSUC. amb les tensions generades arran del seu IV Congrés celebrat l'any 1977 i que culminarà l'any 1981 en la crisi del V Congrés. Ignasi abandonarà el PSUC per les diferències ideològiques i estratègiques i ingressarà en el Partit dels Comunistes de Catalunya PCC, la nova formació política creada pels membres expulsats del PSUC, Pere Ardiaca, Joaquim Boix i Lluch, Leopoldo Espuny i Carrillo, Alfred Clemente, Josep Serradell entre d'altres, on serà nomenat membre del Comitè Central i que no abandonaria fins a la seva mort. L'any 1984 va formar part de la coalició Entesa de l'Esquerra Catalana (formada per Nacionalistes d'Esquerra i el corrent renovador expulsat d'ERC) i es va presentar en el sisè lloc a la candidatura al Parlament de Catalunya. L'any 1985 s'integrà a l'Entesa dels Nacionalistes d'Esquerra. L'any 1987 es presentà com a tercer a la llista d'Iniciativa per Catalunya l'Ajuntament de Barcelona, com a primer representant de l'Entesa dels Nacionalistes d'Esquerra. Formà part de d'Esquerra Unida i Alternativa., on el PCC estava integrat.
A principis del nou segle Ignasi Fina acceptarà ser a la llista de la candidatura de la coalició ICV-EUiA per a les eleccions municipals de Barcelona en la qual el seu partit s'havia integrat. Sortirà elegit regidor de l'Ajuntament de Barcelona el juny del 2003.

## Trajectòria professional[5]
Professionalment va començar a treballar l'any 1975 com a pèrit de valoració del dany corporal en el despatx laboralista, Albert Fina- Montserrat- Avilés, en la Ronda St. Pere i posteriorment cap a l'any 1977, al carrer Casp de Barcelona, on s'aniran incorporant altre metges. Més tard al c/ Trafalgar constituirà un Gabinet de Medecina Laboral amb el doctors Jordi Castejón, Àngels Companys i també Oriol Fàbrega. Posteriorment, entra en contacte amb el Dr. Ricardo Saiegh, exiliat argentí, i al Congrés Internacional de Medicina del Treball de Dubrovnik, 1981, amb el Dr. Carlos Aníbal Rodríguez, amb els quals crea un grup d'estudis per impulsar que els ajuntaments aconseguissin funcions de salut laboral, des de les seves àrees de salut publica. Fruit del treball de conscienciació serà la incorporació el Dr. Rodríguez com a expert en la matèria a l'Ajuntament de Cornellà i el Dr. Fina en l'Agència de Salut Pública de l'Ajuntament de Barcelona, des d'on es crea el Consell de Salut Laboral municipal.
Cap a l'any 1982, obre despatx al carrer Llúria de Barcelona, i manté una gran activitat pericial en valoració del dany corporal. Posteriorment, participa en la promoció del Gabinet d'Assessoria i Promoció de la Salut (GAPS) del Col·legi Oficial de Metges de Barcelona, dirigit pel doctor Nolasc Acarín i Tusell, des d'on es promouen algunes publicacions sobre la medicina del treball.
Va ser membre de diferents associacions i ha participat i col·laborà en la creació de diverses, com l'Associació Catalana de Medicina Legal i Laboral, la Coordinadora d'Usuaris de la Sanitat o l'Associació d'Especialistes en Prevenció i Salut Laboral (AEPSAL).

## Trajectòria institucional
A principis del nou segle, Ignasi Fina serà a la llista de la candidatura de la coalició Iniciativa per Catalunya-Verds per a les eleccions municipals de Barcelona. Serà elegit regidor de l'Ajuntament de Barcelona pel mandat 2003-2007.
Membre de l'equip de govern de coalició municipal (PSC, IxC) liderat per l'alcalde Joan Clos. Serà nomenat regidor ponent de Salut Pública. La seva tasca política es va basar en dos eixos fonamentals:a/ Salut Laboral: recuperació del Consell Assessor de Salut Laboral, que presidirà fins a la seva defunció.
b/ Participació en salut: realització de dues jornades de Participació en Salut Pública, creació i impulsió del grup de salut del Consell Municipal de Benestar Social, promoció de la creació dels Consells de Salut de cada Districte municipal. A més va ostentar els següents càrrecs: Membre de la Comissió de Govern, regidor adscrit al Dte. de Sant Martí, Membre de la Comissió de Cultura, Educació i Benestar Social, Portaveu Adjunt de la Junta de Portaveus, membre de la Comissió de Seguretat i Mobilitat. Com a representant de l'Ajuntament va ser patró de l'Administració de l'Hospital de Sant Pau, institució què el va acollir en les últimes hores.
El seu últim acte solidari ha estat lliurar el seu cos a la Ciència. Va morir als 64 anys, el 30 de març de 2007

## Llegat
L'Ajuntament de Barcelona va instituir en honor seu, el Premi Ignasi Fina de Salut Laboral.